# M.S.V. Tragos
De Maastrichtse Studenten Vereniging Tragos (kortweg Tragos) is een Nederlandse studentenvereniging uit Maastricht opgericht in 1982. Het sociëteitsgebouw, Fort Koning Willem I, bevindt zich aan de Kastanjelaan in de wijk Caberg in Maastricht.

## Geschiedenis

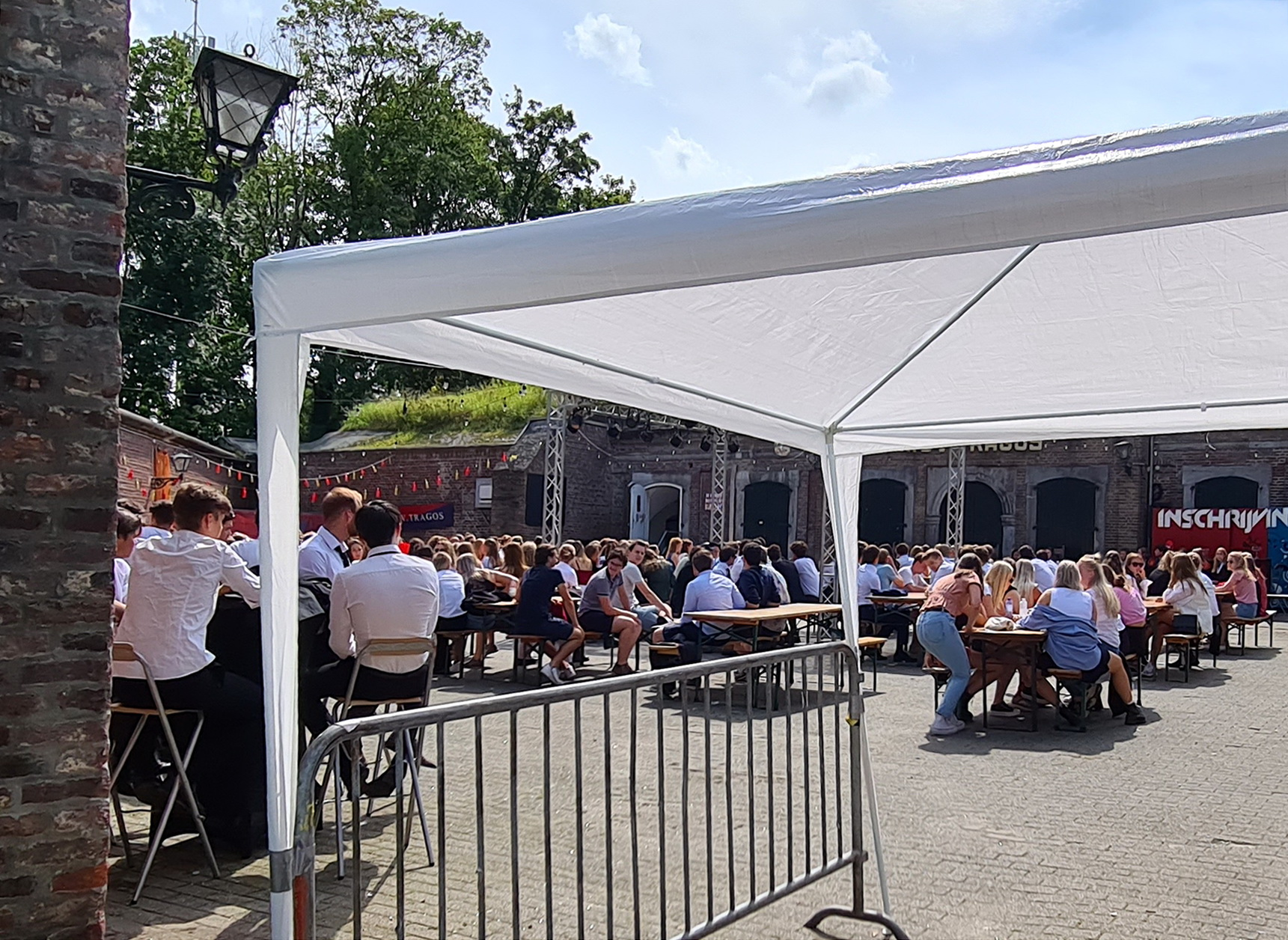
Aspirantleden nemen een kijkje, aug. 2021

In 1982 werd de Maastrichtse Herensociëteit voor Studenten Tragos opgericht. De naam "Tragos" is het Griekse woord voor "bok" en een verwijzing naar de wens een sfeer te creëren waarin bokkesprongen toegestaan zijn. Na een jaar fuseerde deze met de Maastrichtse Vrouwelijke Studenten Vereniging Katzika en ontstond de Maastrichtse Studenten Vereniging Tragos. Met ongeveer 500 actieve leden behoort de vereniging tot de grootste studentenverenigingen in Maastricht.
Tragos kwam in 2019 in het nieuws door als eerste studentenvereniging alcoholvrij bier van de tap te schenken.
In 2022 kwam de vereniging tweemaal negatief in het nieuws. In september van dat jaar zouden bij de ontgroening van aspirant-leden grenzen zijn overschreden. Zo werden 'feuten' gedwongen vieze drankjes te drinken totdat ze moesten overgeven en werd er gegooid met zakjes urine. Ook waren er klachten over seksistisch en racistisch gedrag. De vereniging schorste daarop acht leden. De Universiteit Maastricht trok de bestuursbeurzen in en schorte de subsidiëring op. In november 2022 werd de brandweer gehinderd bij het blussen van een stapel brandende pallets op het voorplein van het sociëteitsgebouw, een rijksmonument. Hierdoor voelde de brandweer zich gedwongen om assistentie van de politie in te roepen.

## Huisvesting
Van 1982 tot 1994 was Tragos gehuisvest in een pand op de Boschstraat 66, in wat voorheen de Elvis Presley Club heette. Door het stijgende ledenaantal was deze huisvesting niet toereikend en daarom verhuisde de studentenvereniging in mei 1994 naar de centrale kazemat van een negentiende-eeuws fort wat nu nog steeds de sociëteit is, Fort Koning Willem I.

## Verbanden
Tragos kent zowel jaarclubs als disputen. Voor de eerstejaarsleden is het verplicht een jaarclub op te richten. Bij een dispuut zitten leden van verschillende jaren, voor het lidmaatschap van een dispuut dient men uitgenodigd te worden. Tragos kent zeventien disputen, waarvan zeven heren- en tien vrouwendisputen.
Onder de formele structuur van de vereniging vallen het bestuur en de commissies. De commissies organiseren zowel de jaarlijks terugkerende interne verenigingsactiviteiten, als activiteiten die ook toegankelijk zijn voor de rest van studerend Maastricht.